# Polizdat
Polizdat – sowieckie wydawnictwo, wydające w języku polskim, utworzone w maju 1920 w Charkowie. 
Początkowo służyło sekcji propagandy Frontu Południowo-Zachodniego, następnie obsługiwało całą kampanię polską.
Wydawało gazety: "Głos Komunisty", "Żołnierz Rewolucji", "Wiadomości Komunistyczne", oraz drukowany w Smoleńsku biuletyn "Młot" (280 tysięcy nakładu).

## Literatura
- Norman Davies - "Orzeł biały, czerwona gwiazda", Kraków 1998, ISBN 83-7006-741-7